# Uranotaenia alticola
Uranotaenia alticola är en tvåvingeart som beskrevs av Peters 1963. Uranotaenia alticola ingår i släktet Uranotaenia och familjen stickmyggor. Inga underarter finns listade i Catalogue of Life.